# Lực lượng Duyên hải Hải quân Liên bang Nga
Lực lượng Duyên hải Hải quân Liên bang Nga (tiếng Nga: Береговые войска ВМФ Российской Федерации) là một nhánh của Hải quân Liên bang Nga có nhiệm vụ bảo vệ lực lượng, nhân sự và các vật thể ven biển của hạm đội Nga khỏi tàu mặt nước của đối phương; bảo vệ các căn cứ hải quân và các cơ sở quan trọng khác của Hạm đội khỏi các cuộc tấn công trên bộ, bao gồm các cuộc tấn công đổ bộ và trên không; tham gia các cuộc tấn công đổ bộ và trên không; hỗ trợ Lực lượng Mặt đất Nga trong việc phòng thủ trước các cuộc tấn công trên không và đổ bộ; và tiêu diệt tàu nổi, thuyền và phương tiện vận tải đổ bộ của địch trong khu vực hoạt động của chúng. Tư lệnh (quyền) hiện tại là Trung tướng Viktor Borisovich Astapov.
Lực lượng Duyên hải Hải quân Liên bang Nga kế thừa lịch sử của Lực lượng Duyên hải Hải quân Liên Xô thành lập từ năm 1930.

## Tổ chức
Lực lượng Duyên hải của Hải quân Nga bao gồm ba nhánh:
- Lực lượng tên lửa - pháo bờ biển;
- Lực lượng phòng thủ bờ biển cơ giới;
- Bộ binh hải quân (hải quân đánh bộ) bao gồm cả Đặc công hải quân (Spetsnaz).

Lực lượng Duyên hải được biên chế theo từng hạm đội như sau:
- Lực lượng Duyên hải Hạm đội Thái Bình Dương - Tư lệnh: Thiếu tướng Sergey Vitalyevich Pushkin;
- Lực lượng Duyên hải Hạm đội Biển Đen - Tư lệnh: Đại tá Igor Svarkovsky;
- Lực lượng Duyên hải Hạm đội Baltic - Tư lệnh: Anh hùng, Trung tướng Andrey Yuryevich Gushchin;
- Lực lượng Duyên hải Hạm đội Phương Bắc - Tư lệnh: Trung tướng Dmitry Vladimirovich Kraev;
- Các đơn vị duyên hải của Chi hạm đội Caspi.

## Các tư lệnh
- Igor Evgenievich Starcheus (Trung tướng, 2005—2009)
- Alexander Nikolaevich Kolpachenko (Trung tướng, 2009—2017)
- Oleg Leontyevich Makarevich (Trung tướng, 2017—2019)
- Viktor Borisovich Astapov (Trung tướng, 2019)

## Ảnh

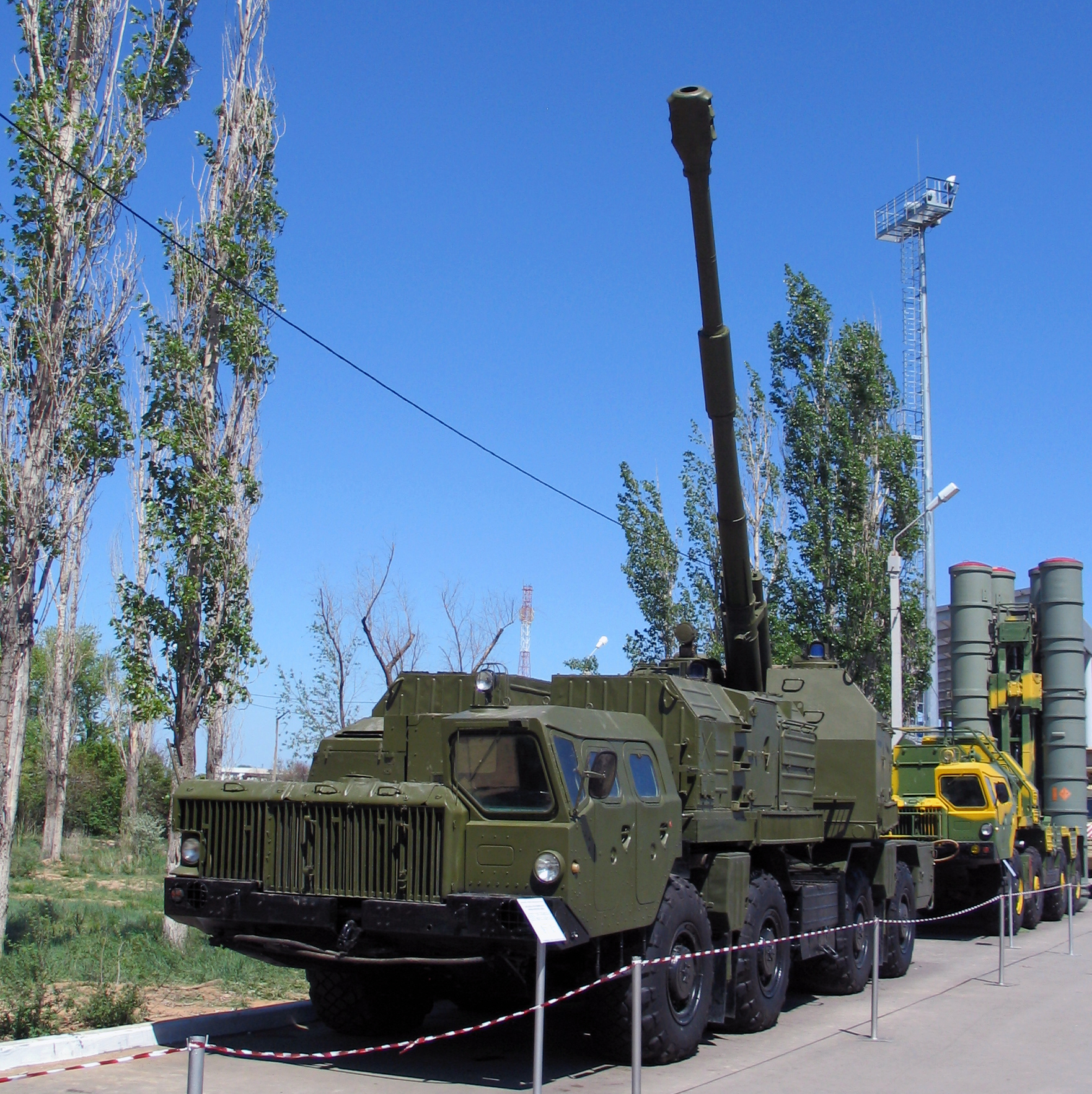
Tổ hợp pháo bờ biển tự hành 130 mm A-222 "Bereg" gắn trên xe MAZ-543M (phía trước) và hệ thống tên lửa phòng không tầm cao SAM S-300
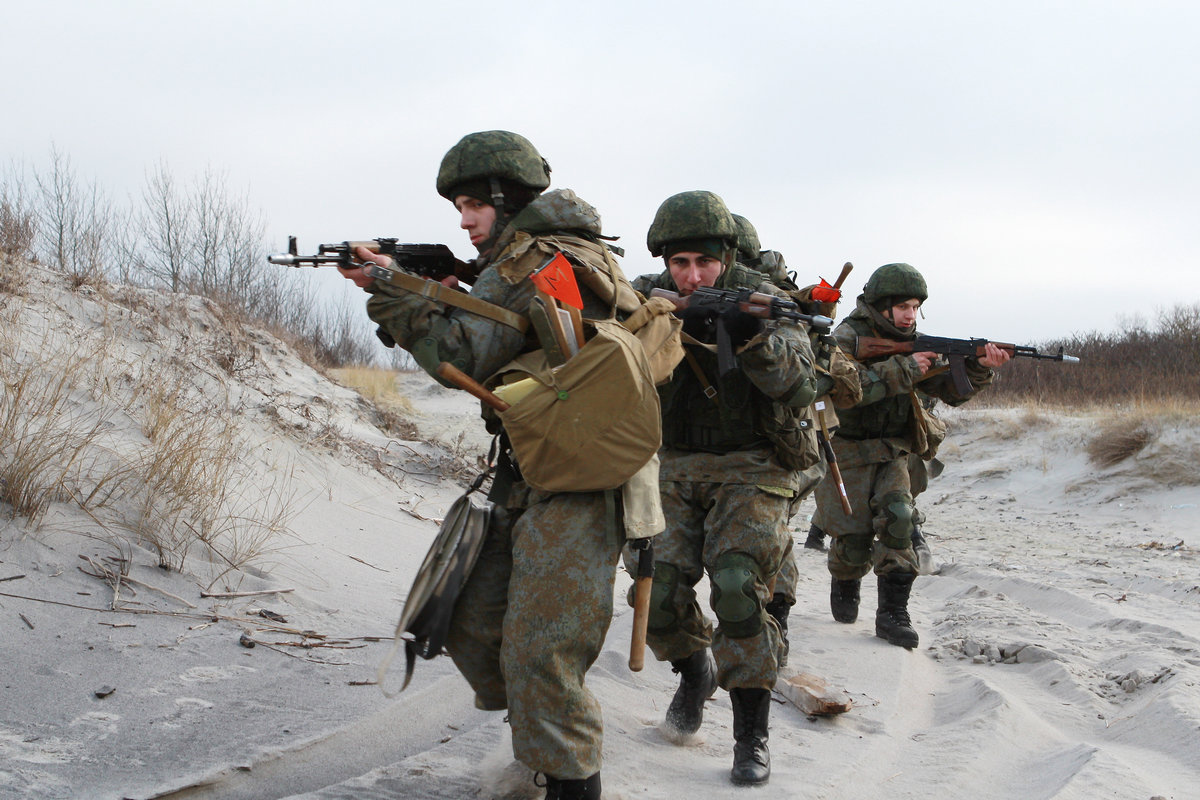
Binh sĩ Trung đoàn Công binh Hải quân số 69, Lực lượng Duyên hải Hạm đội Baltic đang tập trận.
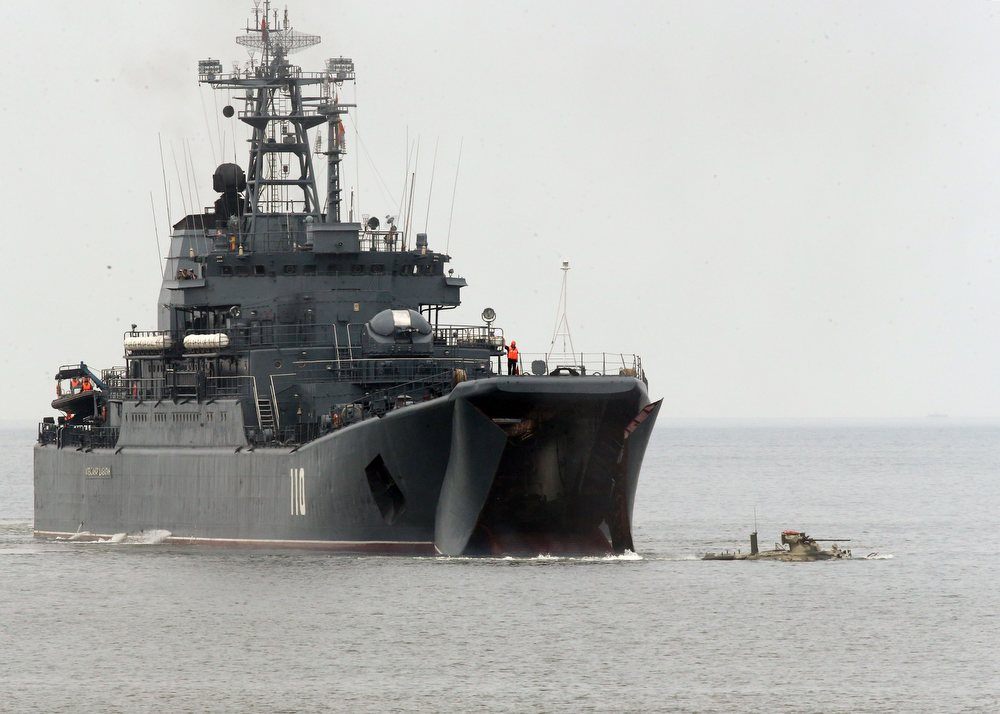
Tàu đổ bộ đang chuyên chở quân của Lữ đoàn hải quân đánh bộ Cận vệ 336, Hạm đội Baltic.
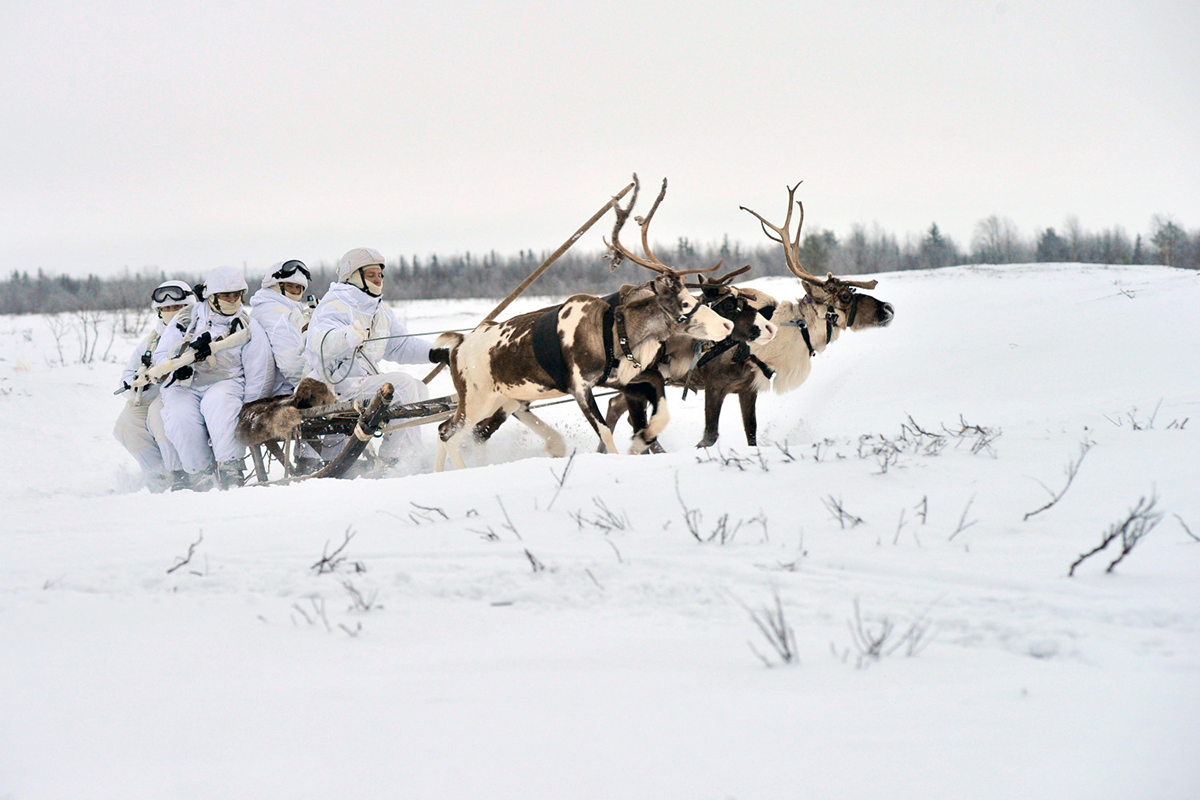
Một toán binh sĩ của Lữ đoàn bộ binh ô tô Bắc Cực 80 đang di chuyển trên xe trượt tuyết do hươu kéo.
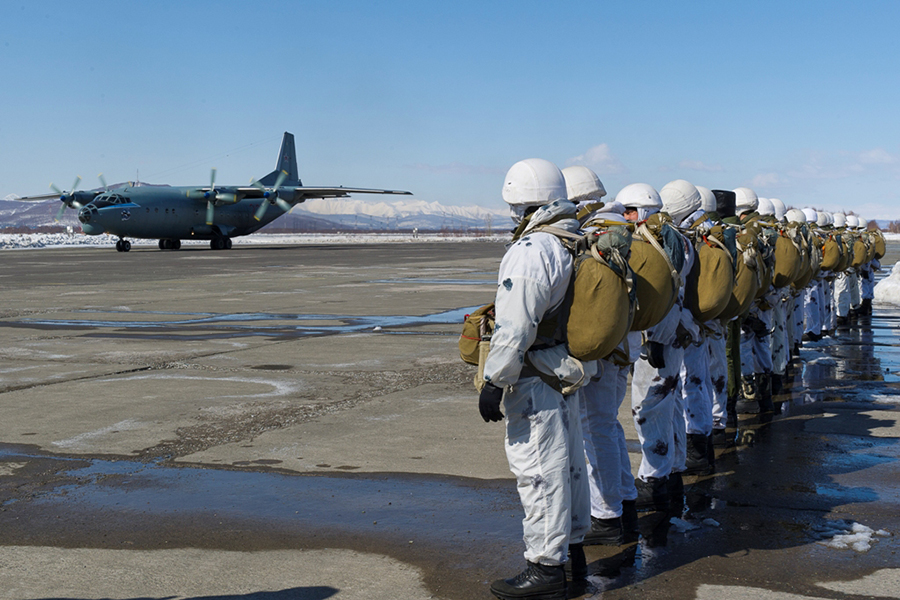
Bộ đội nhảy dù của Lữ đoàn hải quân đánh bộ 40 tập đột kích với máy bay Antonov An-12.
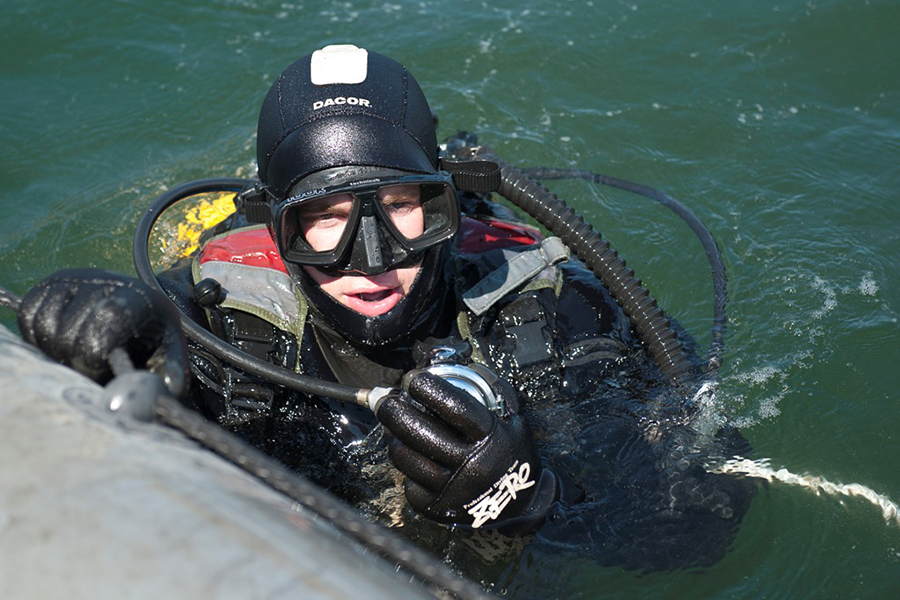
Quân nhân của Phân đội 311 chống lực lượng, phương tiện phá hoại dưới nước.